# Torneo de Cantón 2014

El Guangzhou International Women's Open 2014 es un torneo tenis jugado en canchas duras al aire libre. Es la 11 ª edición de la Internacional de la Mujer Guangzhou abierto , y parte de los torneos internacionales de la WTA. Se llevará a cabo en Guangzhou, China, del 15 al 21 de septiembre de 2014.

## Cabeza de serie

### Individual
| Tenista           | Ranking | Preclasificada |
| Samantha Stosur   | 20      | 1              |
| Alizé Cornet      | 22      | 2              |
| Sloane Stephens   | 27      | 3              |
| Bojana Jovanovski | 35      | 4              |
| Zarina Diyas      | 40      | 5              |
| Roberta Vinci     | 44      | 6              |
| Jana Čepelová     | 53      | 7              |
| Annika Beck       | 58      | 8              |

### Dobles
| Tenista                                | Ranking | Preclasificada |
| Misaki Doi Xu Yifan                    | 143     | 1              |
| Andreja Klepač María Teresa Torró Flor | 143     | 2              |
| Klaudia Jans-Ignacik Katarzyna Piter   | 149     | 3              |
| Raluca Olaru Shahar Pe'er              | 158     | 4              |

## Campeonas

### Individual Femenino
Monica Niculescu venció a  Alizé Cornet por 6-4, 6-0

### Dobles Femenino
Chia-Jung Chuang /  Chen Liang vencieron a  Alizé Cornet /  Magda Linette por 2-6, 7-6(3), [10-7]